# 더브늄
더브늄(←영어: dubnium 더브니엄[*]) 또는 두브늄(←독일어: Dubnium 두브니움[*])은 화학 원소로 기호는 Db(←라틴어: dubnium 두브니움[*]), 원자 번호는 105이다. 더브늄은 1968년 소비에트 연방의 두브나에 위치한 합동 원자력 연구소에서 최초로 발견되었다. 더브늄은 인공적으로 만들어진 강한 방사성 원소이다. 더브늄의 제일 안정된 동위 원소는 268Db이며, 반감기는 약 32 시간이다. 더브늄은 아메리슘과 네온 원자핵을 부딪쳐서 합성되었다.

## 명칭 논쟁
이 원소가 발견이 된 1968년은 냉전시대이다보니 소련과 미국 사이에 이 원소의 명칭을 명명하는 것에 대해서 논쟁이 일어났다. 소련은 덴마크의 물리학자 닐스 보어에 유래하는 닐스보륨(영어:Nielsbohrium, 기호:Ns)을 제안하고, 미국은 독일의 물리학자 오토 한에 유래하는 하늄(Hahnium, 기호:Ha, 한자:)을 제안했다. 이 밖에, 1994년에 IUPAC이 프레데리크 졸리오퀴리에 유래하는 졸리오튬(Joliotium, 기호:Jl)을 제안했다.